# Lac Dzialandzé
Le lac Dzialandzé est un lac de l'île d'Anjouan, aux Comores. C'est un lac de cratère situé à 910 m d'altitude, sur le flanc sud-est du mont Ntringui, point culminant de l'île. Le lac est englobé dans le parc du Mont Ntringui. Un site RAMSAR d'importance internationale de 3 000 hectares a été créé en 2006 pour protéger cette zone humide.

## Géographie
Le lac mesure environ 280 m dans sa plus grande longueur pour 150 m de largeur. D'une superficie d'environ 3 ha, le lac Dzialandzé est la principale réserve d'eau d'Anjouan, mais il a nettement régressé tant en volume qu'en surface en raison des prélèvements d'eau opérés par les paysans des environs pour leurs cultures maraîchères. Le déboisement du bassin versant, formé par les pentes du massif du mont Ntingui, favorise l'érosion et l'envasement du lac durant les périodes de pluie. Le lac abrite des poissons d'eau douce mal connus et il est fréquenté par de nombreux oiseaux, mais les pesticides employés par les paysans des alentours constituent une menace pour la faune. Plusieurs rivières sont alimentées par le lac Dzialandzé ; leur nombre est en diminution ainsi que leur débit et elles connaissent des tarissements saisonniers.

## Tourisme
Dominé par les pentes boisées du massif du mont Ntingui, le lac Dzialandzé est un site naturel exceptionnel. Il est accessible à pied depuis la route Koni-Djodjo — Dindi (ou Dindri) par un sentier d'un kilomètre de longueur. Le lac est considéré comme un lieu sacré par la population locale et il est en conséquence très fortement déconseillé de s'y baigner.

### liens externes
- Fiche descriptive sur les zones humides Ramsar : mont Ntringui — Consulté le 19 janvier 2010.